# Stade du Hainaut
Stade du Hainaut is een stadion in de Franse stad Valenciennes.
Het stadion wordt veelal gebruikt voor voetbalwedstrijden en is het thuisstadion van Valenciennes FC. Het stadion verving het Stade Nungesser, dat tot 2011 het vaste stadion van de club was. De bouw van het stadion kostte €75 miljoen. Het gebouw heeft een capaciteit van 25.000 bezoekers bij voetbalwedstrijden en 35.000 toeschouwers tijdens concerten. Hieronder vallen ook 2.600 zogenaamde clubseats en 16 skyboxen. In het stadion hangen twee videoschermen van 48m2. Het dak is opgebouwd uit 1.800 ton staal.
De opening van het stadion vond plaats op 26 juli 2011. De openingswedstrijd was een vriendschappelijke wedstrijd tegen Borussia Dortmund (0-1). Deze wedstrijd werd bezocht door 22.778 toeschouwers, dit aantal is nog altijd het recordaantal bezoekers aan een voetbalwedstrijd in dit stadion.
Op 15 juni 2019 speelde het Nederlandse vrouwenteam een wedstrijd in het kader van het WK-2019 in het stadion tegen Kameroen (3-1). Deze wedstrijd werd bezocht door 22.423 toeschouwers waarvan veruit de meeste tot het Oranje-legioen  behoorden.
Op 29 juni 2019 speelde het Nederlandse vrouwenteam wederom een wedstrijd in het kader van het WK-2019 in dit stadion deze keer tegen Italie (2-0). Deze wedstrijd werd bezocht door 22.600 toeschouwers waarvan veruit de meeste tot het Oranje-legioen  behoorden. Nederland haalde met deze overwinning niet alleen de halve finale maar ook een ticket voor de Olympische Spelen van 2020.
Stade Raymond-Kopa (Angers) ·
Matmut Atlantique (Bordeaux) ·
Stade Francis-Le Blé (Brest) ·
Stade Gabriel Montpied (Clermont) ·
Stade Bollaert-Delelis (Lens) ·
Stade Pierre-Mauroy (Lille) ·
Stade du Moustoir (Lorient) ·
Parc Olympique Lyonnais (Lyon) ·
Stade Vélodrome (Marseille) ·
Stade Saint-Symphorien (Metz) ·
Stade Louis II (Monaco) ·
Stade de la Mosson (Montpellier) ·
Stade de la Beaujoire (Nantes) ·
Allianz Riviera (Nice) ·
Parc des Princes (PSG) ·
Stade Auguste-Delaune (Reims) · 
Roazhon Park (Rennes) ·
Stade Geoffroy-Guichard (Saint-Étienne) ·
Stade de la Meinau (Strasbourg) ·
Stade de l'Aube (Troyes)
Stade François Coty (Ajaccio) ·
Stade de la Licorne (Amiens) ·
Stade de l'Abbé-Deschamps (Auxerre) ·
Stade Armand Cesari (Bastia) ·
Stade Michel d'Ornano (Caen) ·
Stade Gaston Gérard (Dijon) ·
Stade Marcel-Tribut (Dunkerque) ·
Stade des Alpes (Grenoble) ·
Stade du Roudourou (Guingamp) ·
Stade Océane (Le Havre) ·
Stade Marcel Picot (Nancy) ·
Stade des Costières (Nîmes) ·
Stade René Gaillard (Niort) ·
Stade Charléty (Paris) · 
Nouste Camp (Pau) ·
Stade Paul-Lignon (Rodez) ·
Stade Robert-Diochon (Quevilly-Rouen) ·
Stade Auguste Bonal (Sochaux) ·
Stadium Municipal (Toulouse) · 
Stade du Hainaut (Valenciennes)
Stade de France (Frans nationaal stadion) ·
Parc des Sports d'Avignon (Avignon) ·
Stade Gaston Petit (Châteauroux) ·
Stade Dominique Duvauchelle (Créteil) ·
Parc des Sports d'Annecy (Annecy) ·
Stade Ange Casanova (Gazélec Ajaccio) ·
Stade Francis-Le Basser (Laval) ·
Stade de la Source (Orléans) ·
Stade Bauer (Red Star) ·
Stade Jean-Bouin (Stade français) ·
Stade de la Vallée du Cher (Tours)